# Bâtiment Charlemagne
Pour les articles homonymes, voir Charlemagne (homonymie).
Le Charlemagne est un ensemble de bureaux situé à Bruxelles abritant des organes de la Commission européenne dont ceux chargés de l'élargissement, de l'interprétariat, du commerce ainsi que des Conseillers. Il comporte 3 ailes et 15 étages. Il est situé au 170 rue de la Loi.

## Histoire

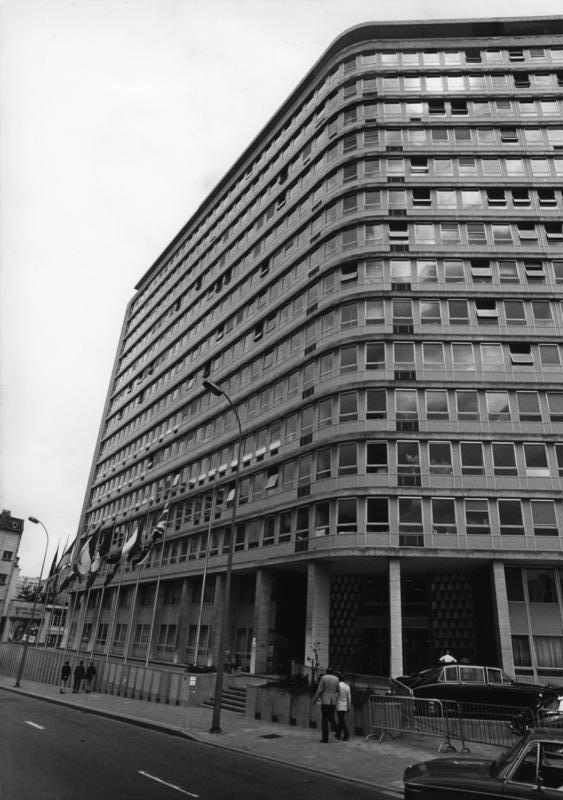
Le Charlemagne (avant sa rénovation), siège du Conseil entre 1971 et 1995.

Le bâtiment a été conçu par Jacques Cuisinier et a été construit en 1967, sur des plans de Jacques Cuisinier, en même temps que le Berlaymont pour regrouper l'ensemble des départements de la Commission européenne. Cependant, à la suite du refus de la Commission de partager le Berlaymont avec le Conseil de l'Union européenne, le Charlemagne a été mis à disposition du secrétariat du Conseil en 1971. 
En 1995, le Conseil a déménagé au Juste Lipse, permettant une rénovation du bâtiment. Cette rénovation a duré jusqu'en 1998 et a vu Helmut Jahn remplacer la façade extérieure par une surface vitrée. Depuis la restructuration, le Charlemagne est occupé par la Commission.